# Microregione di Madeira
Madeira è una microregione dello Stato di Amazonas in Brasile, appartenente alla mesoregione di Sul Amazonense.

## Comuni
Comprende 5 comuni:
- Apuí
- Borba
- Humaitá
- Manicoré
- Novo Aripuanã